# المعهد العالي للعلوم الإنسانية بتونس

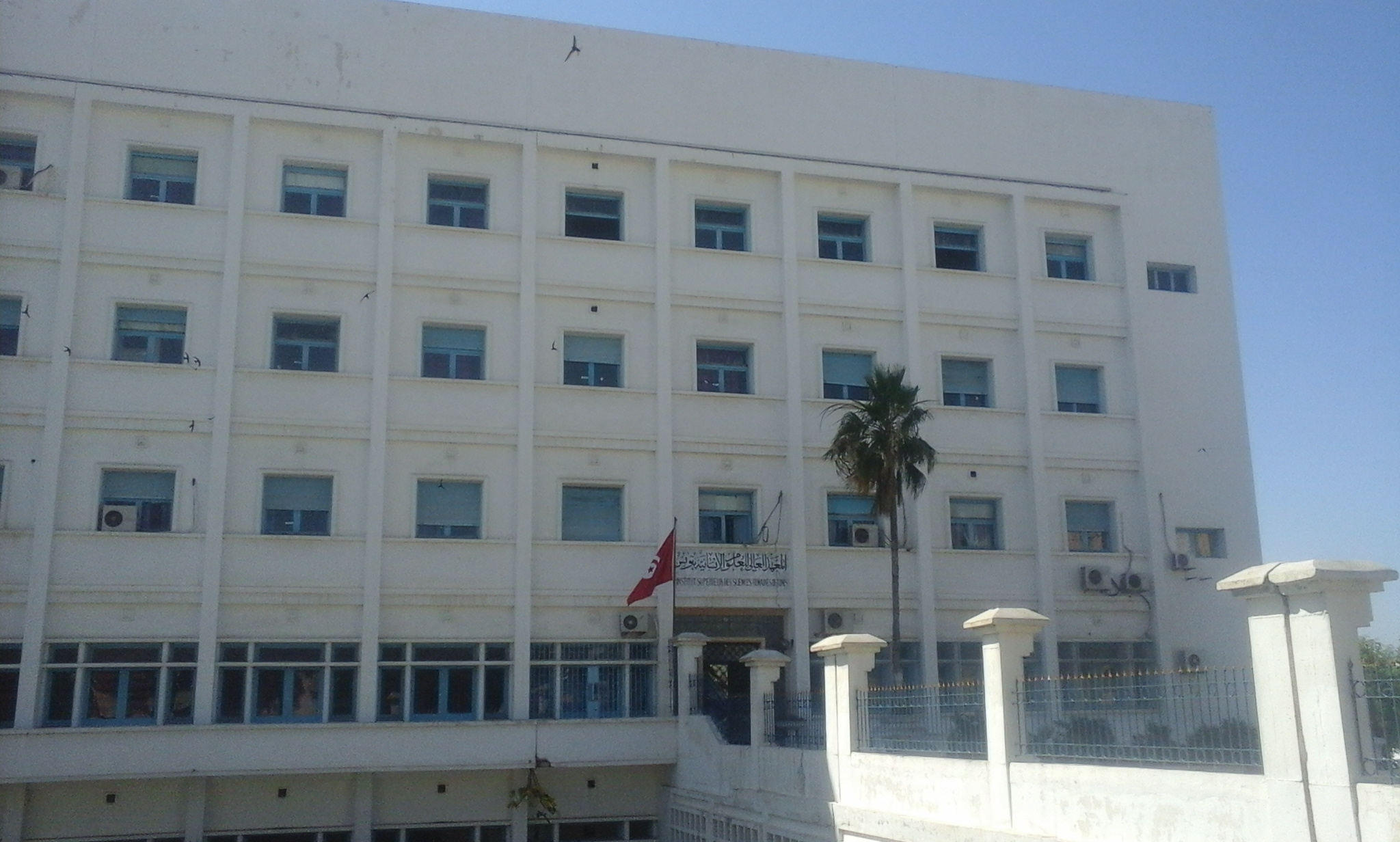
مقر المعهد العالي للعلوم الإنسانية بتونس

المعهد العالي للعلوم الإنسانية بتونس هو أحد مؤسسات التعليم العالي التابعة لجامعة تونس المنار.

شعار المعهد العالي للعلوم الإنسانية بتونس

## لمحة
- تأسست هذه المؤسسة بموجب الأمر عدد 559 لعام 1999 الصادر بتاريخ 8 مارس 1999. وقد احتل الموقع القديم لمعهد ابن شرف وقبله الحي الزيتوني.
- ويضم تسعة أقسام هي: علم النفس، علم الاجتماع، الفلسفة، العربية، الإنقليزية، الفرنسية، اللغات المطبقة، اللغات والحضارات القديمة، الترجمة.[4]
- طبقا لإحصائيات العام الدراسي 2007 - 2008 بلغ عدد طلبة المعهد 3487 من بينهم 3026 طالبة. وفي العام الدراسي (2015-2016) بلغ عدد طلبته 3679 من بينهم 3031 إناثا [5]

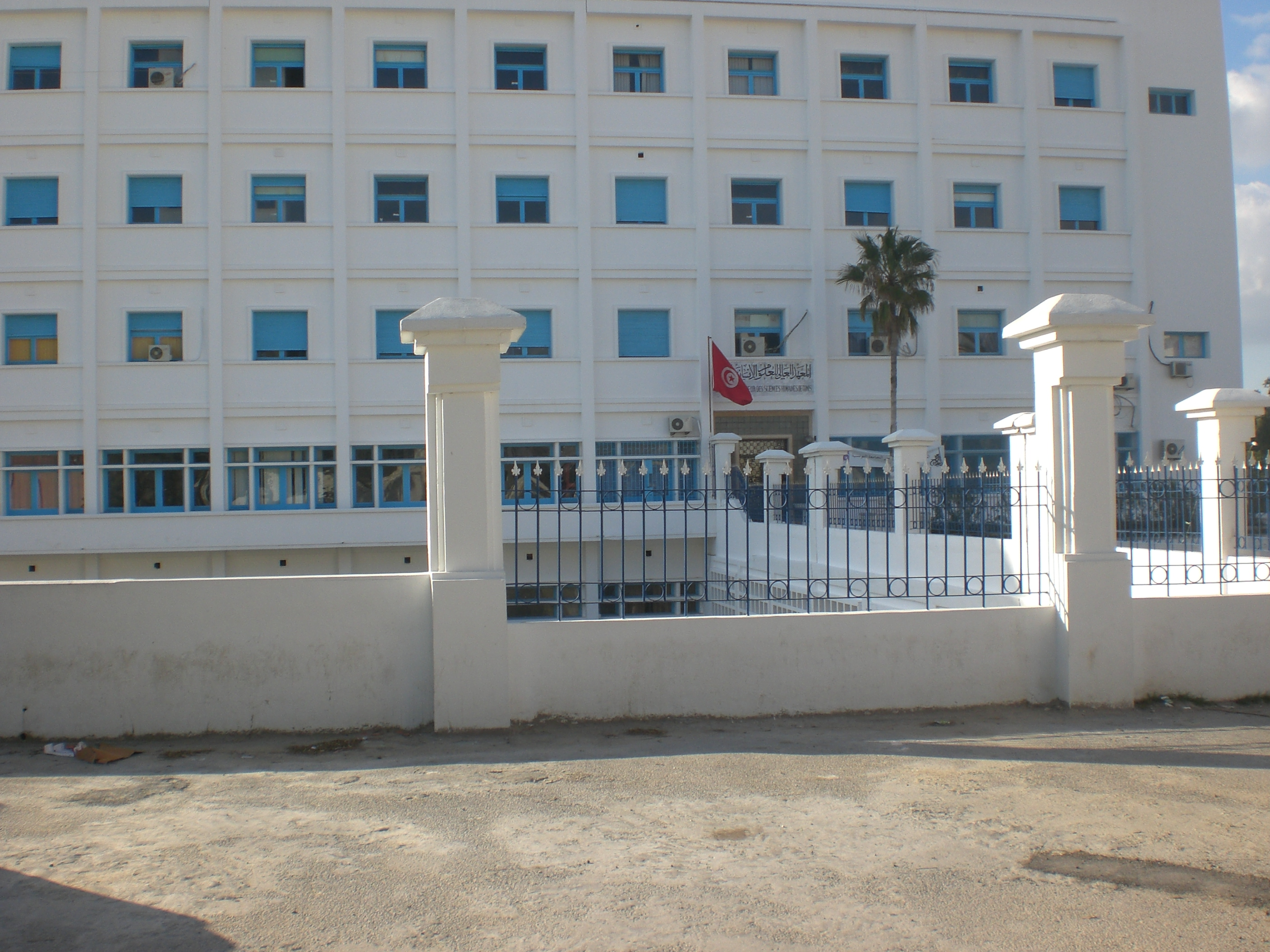
المعهد العالي للعلوم الإنسانية بتونس

## وصلة خارجية
موقع المعهد العالي للعلوم الإنسانية بتونس